# Ignacio Scocco
Ignacio Martín Scocco (Hughes, 29 mei 1985) is een Argentijns voormalig voetballer die doorgaans speelde als spits. Tussen 2003 en 2021 was hij actief voor Newell's Old Boys, UNAM, AEK Athene, Al Ain, opnieuw Newell's Old Boys, Internacional, Sunderland, opnieuw Newell's Old Boys, River Plate en opnieuw Newell's Old Boys. Scocco maakte in 2012 zijn debuut in het Argentijns voetbalelftal.

## Clubcarrière
Tussen 2003 en 2006 speelde Scocco bij Newell's Old Boys, waar hij de jeugdopleiding had doorlopen. In 2006 verkaste hij naar het buitenland, toen hij voor het Mexicaanse UNAM ging spelen. Twee jaar later werd hij aangekocht door AEK Athene, waar hij voor drie jaar tekende. Na afloop van die drie jaar tekende hij bij Al Ain, dat hem ook nog even verhuurde aan Newell's Old Boys. Na een korte periode bij Internacional in Brazilië, verkaste de spits in januari 2014 naar Sunderland uit de Premier League. Zijn aanwezigheid hier leverde speeltijd op in zes competitiewedstrijden en twee duels om de FA Cup. In de zomer van 2014 keerde Scocco voor de tweede maal terug naar Newell's Old Boys. Drie jaar later verkaste de Argentijn naar River Plate. Na drie jaar keerde hij voor de tweede maal terug bij Newell's Old Boys. Eind 2021 besloot Scocco op zesendertigjarige leeftijd een punt te zetten achter zijn actieve loopbaan.

## Interlandcarrière
Scocco maakte zijn debuut in het Argentijns voetbalelftal op 22 november 2012, toen er met 2–1 gewonnen werd van Brazilië. De aanvaller moest op de bank beginnen en viel in de tweede helft in voor Hernán Barcos. Vervolgens tekende hij voor beide Argentijnse treffers. De andere debutanten dit duel waren Francisco Cerro (Vélez Sarsfield) en Oscar Ahumada (All Boys).
| Interlands van Ignacio Scocco voor Argentinië | Interlands van Ignacio Scocco voor Argentinië | Interlands van Ignacio Scocco voor Argentinië | Interlands van Ignacio Scocco voor Argentinië | Interlands van Ignacio Scocco voor Argentinië | Interlands van Ignacio Scocco voor Argentinië | Interlands van Ignacio Scocco voor Argentinië |
| №                                             | Datum                                         | Wedstrijd                                     | Uitslag                                       | Competitie                                    | Goals                                         |                                               |
| Als speler bij Newell's Old Boys              | Als speler bij Newell's Old Boys              | Als speler bij Newell's Old Boys              | Als speler bij Newell's Old Boys              | Als speler bij Newell's Old Boys              | Als speler bij Newell's Old Boys              | Als speler bij Newell's Old Boys              |
| --------------------------------------------- | --------------------------------------------- | --------------------------------------------- | --------------------------------------------- | --------------------------------------------- | --------------------------------------------- | --------------------------------------------- |
| 1                                             | 22 november 2012                              | Argentinië – Brazilië                         | 2 – 1                                         | Vriendschappelijk                             | 82' (pen.), 90'                               |                                               |